# 행당동아기씨당굿
행당동아기씨당굿은 서울특별시 성동구 행당1동에서 행해지는, 서울 지역의 대표적인 마을굿으로서 오랜 전통을 지니고 있는데 그 역사는 적어도 257년 이상이 된다. 2005년 1월 10일 서울특별시의 무형문화재 제33호로 지정되었다.

## 개요
행당동 애기씨당굿은 서울 지역의 대표적인 마을굿으로서 오랜 전통을 지니고 있는데 그 역사는 적어도 257년 이상이 된다. 마을굿이지만 일반적으로 알려진 농경문화나 어촌문화와는 전혀 다른 도심의 당굿 형태를 띠고 있다. 마을 주민들은 능동적이고 적극적으로 참여하고 있으며, 당굿을 통하여 대동단결을 모색하고 있다. 뿐만아니라 관할 구청 및 문화원에서도 적극적으로 협조하여 당굿이 민관의 유기적인 협조체제로 진행되고 있다.
2005년 1월 10일 서울시무형문화재 종목으로 지정되었다. 당주 무녀 보유자로는 김옥렴이 2008년 3월 17일에 인정받아 활동해 오다 2017년 11월 16일에 명예보유자가 되었다. 악사 분야의 보유자로는 최형근이 2008년 3월 17일에 인정받아 활동해 오고 있다.

## 지정사유
행당동아기씨당굿은 주민의 안녕과 결속을 위하고 대동의식을 고취시켜 온 서울의 마을굿으로 그 전통성과 예술성이 전승보전할 가치가 있기에 행당동아기씨당굿을 서울시무형문화재로 지정결정한다.
단, 지정시 굿의 원형보존과 당주무당(김옥렴),당주악사(최형근)구성원을 유지하여야 하며 변형이 있을시는 서울시무형문화재 지정을 해지할 수 있다.

## 같이 보기
- 아기씨당 - 서울 성동구의 향토유적 제1호
- 행당동 아기씨당 무신도 - 서울특별시 민속문화재 제33호

## 참고 문헌
- 행당동아기씨당굿 - 국가유산청 국가유산포털